# Hesperoptenus tickelli
Hesperoptenus tickelli es una especie de murciélago de familia Vespertilionidae. Puede ser encontrada en la India (incluyendo a las Islas Andamão), Sri Lanka, Nepal, Bután, Birmania, Tailandia, Laos, Camboya, y posiblemente en el sudoeste de China.